# Premis Gaudí de 2010
La segona edició dels Premis Gaudí es va celebrar l'1 de febrer de 2010 al Cinema Coliseum de Barcelona i foren lliurats per l'Acadèmia del Cinema Català. Els artistes Dafnis Balduz, Santi Ibáñez, Santi Millán i Clara Segura van presentar la gala que fou retransmesa per TV3. Les nominacions es van fer públiques el 13 de gener de 2010.

## Palmarès

### Gaudí d'Honor
- Josep Maria Forn

### Millor pel·lícula en llengua catalana
- Tres dies amb la família (Mar Coll)
- Trash (Carles Torras)
- V.O.S. (Versió Original Subtitulada) (Cesc Gay)
- Xtrems (Abel Folk i Joan Riedweg)

### Millor pel·lícula en llengua no catalana
- Els condemnats (Isaki Lacuesta)
- Cinéclub (Salomón Shang Ruiz)
- Negro Buenos Aires (Ramon Térmens)
- The Frost (el gebre) (Ferran Audí)

### Millor direcció
- Mar Coll (Tres dies amb la família)
- Marc Recha (Petit indi)
- Carles Torras (Trash)
- Abel Folk i Joan Riedweg (Xtrems)

### Millor documental
- Garbo, l'espia (L'home que va salvar el món) (Edmon Roch)
- A través del Carmel (Claudio Zulian)
- Cataluña-Espanya (Isona Passola)
- Hollywood contra Franco (Oriol Porta)

### Millor pel·lícula d'animació
- Cher ami (Miquel Pujol)
- La carta del rajà (Ángel Blasco)

### Millor pel·lícula per televisió
- 23-F: el dia més difícil del Rei (Sílvia Quer)
- La ruïna (Elena Trapé)
- Les veus del Pamano (Lluís Maria Güell)
- Plou a Barcelona (Carles Torrens)

### Millor pel·lícula europea
- Deixa'm entrar (Tomas Alfredson)
- Benvinguts al nord (Dany Boon)
- Moon (Duncan Jones)
- Slumdog Millionaire (Danny Boyle i Loveleen Tandan)

### Millor guió
- Edmon Roch, Isaki Lacuesta i María Hervera (Garbo, l'espia (L'home que va salvar el món))
- Marc Recha i Nadine Lamari (Petit indi)
- Mar Coll i Valentina Viso (Tres dies amb la família)
- Marta Molins, Joan Riedweg i Abel Folk (Xtrems)

### Millor actriu principal
- Nausicaa Bonnín (Tres dies amb la família)
- Judit Uriach (Trash)
- Maria Molins (A la deriva)
- Sílvia Munt (Xtrems)

### Millor actor principal
- Àlex Brendemühl (Les dues vides d'Andrés Rabadán)
- Eduard Fernández (Tres dies amb la família)
- Fermí Reixach (Estació de l'oblit)
- Óscar Jaenada (Trash)

### Millor actriu secundària
- Clara Segura (Les dues vides d'Andrés Rabadán)
- Assumpta Serna (Trash)
- Marta Solaz (Trash)
- Núria Prims (Trash)

### Millor actor secundari
- Andrés Herrera (Les dues vides d'Andrés Rabadán)
- Fermí Reixach (The Frost (el gebre))
- Manuel Rudi (Cineclub)
- Sergi López (Petit indi)

### Millor fotografia
- David Omedes (The Frost (el gebre))
- Salomón Shang Ruiz (Cineclub)
- Hélène Louvart (Petit indi)
- Pol Turrents (Xtrems)

### Millor música original
- Santos Martínez (Trash)
- Carles Cases (Eloïse)
- Jesús Díaz, Fletcher Ventura (Sr. Viento) (The Frost (el gebre))
- Dept., Núria Canturri i Joan Riedweg (Xtrems)

### Millor muntatge
- David Gallart (REC 2)
- Bernat Aragonés (The Frost (el gebre))
- Luis de la Madrid i Victor H. Torner (Trash)
- Joan Riedweg (Xtrems)

### Millor direcció artística
- Antonio Belart Jardí (The Frost (el gebre))
- Marta Blasco i Juan Botella Ruiz-Castillo (La dona de l'anarquista)
- Sebastián Roses i Maruxa Alvar (Negro Buenos Aires)
- Elisabeth Díaz (Trash)

### Millors efectes especials/digitals
- David Ambit, Àlex Villagrasa i Salvador Santana (REC 2)
- DDT, Sputnik i Efe-X (Paintball)
- Berlin SFX Department, Apunto Lapospo i Entropy Studio (The Frost (el gebre))
- Josep Maria Aragonès i Gaya (Xtrems)

### Millor so directe
- Xavi Mas, Oriol Tarragó i Marc Orts (REC 2)
- Ola Apenes, Kenneth Gustav, Jordi Arqués i Jordi Casugas (The Frost (el gebre))
- Èric Arajol i Jordi Rossinyol (Trash)
- Aleix Cuaresma i Àlex Pérez (Xtrems)

### Millor curtmetratge
- 501 (Laia Fàbregas)
- Chat noir (Daniel Fibla Amselem)
- Die archives von C.G. Jung (Gemma Ventura)
- (En)terrats (Àlex Lora)

### Millor vestuari
- Bina Daigeler (La dona de l'anarquista)
- Antonio Belart Jardí (The Frost (el gebre))
- Natalia Ferreiro (Trash)
- Laia Muñoz i Rosa Planas (Xtrems)

### Millor maquillatge i perruqueria
- Inma P. Sotillo i Lucia Salanueva (REC 2)
- Waldemar Pokromski i Bjoern Rehbein (La dona de l'anarquista)
- Karmele Soler (The Frost (el gebre))
- Jéssica Aguirre (Trash)

### Millor direcció de producció
- Patricia Roda (Cineclub)
- Marc Recha i Jerome Vidal (Petit indi)
- Raül Perales (The Frost (el gebre))
- Gloria Casanova i Elisa Plaza (Xtrems)